# 1023. grenadirski polk (Wehrmacht)
1023. grenadirski polk (izvirno nemško 1023. Grenadier-Regiment; kratica 1023. GR) je bil pehotni polk Heera v času druge svetovne vojne.

## Zgodovina
Polk je bil ustanovljen 13. novembra 1943  kot okrepljen grenadirski polk; 3. februarja 1944 so polk uporabili za ustanovitev 1055. in 1056. grenadirskega polka.